# Joyce Travelbee
Joyce Travelbee, född 1926, död 1973, var en omvårdnadsteoretiker från New Orleans i USA. Hon hade en bakgrund som psykiatrisjuksköterska och hennes omvårdnadsteori fokuserar mycket på omvårdnad som en mellanmänsklig dimension. Travelbee framhöll själv att hennes tänkande till stor del var baserat på verk av en annan omvårdnadsteoretiker; nämligen Ida Jean Orlando. Två andra inspirationskällor för Joyce Travelbee var existensialistisk och humanistisk filosofi. Hennes betydelse för omvårdnaden i Norden har varit mycket stor.

## Människosyn
Joyce Travelbees människosyn innebär att människan är unik och att hon är den enda i sitt slag som lever och någonsin kommer att leva. En annan viktig aspekt i hennes människosyn är att alla människor någon gång kommer i kontakt med lidande, smärta och sjukdom. Hon framhåller att människor är olika och således upplever detta olika. Ofta försöker personen dock finna en mening i det som sker vilket ger en möjlighet till personlig utveckling.

## Hälsa
Joyce Travelbee har ingen klar definition om vad hälsa är annat än att den subjektiva upplevelsen av hälsa är viktig i omvårdnadssammanhang. Hon menar att hälsa definieras utifrån personens fysiska, känslomässiga och andliga tillstånd.

## Miljö
Travelbee beskriver inte mycket om miljöns betydelse, dock har hon uttryckt att familjen är viktig.

## Omvårdnad
Sjuksköterskan bör hjälpa den sjuka och/eller lidande personen till att finna en mening. Hon uttrycker även att det är viktigt att undvika eller att hantera erfarenheter av sjukdom och lidande. Detta bör ske på både individ-, grupp- och samhällsnivå. Hopp är ett begrepp som är starkt knutet till hennes teori. Mellanmänsklig relation är också en väsentlig del i omvårdnaden och hon beskriver hur etablerande av en omvårdnadsrelation kan ske. Kommunikation är en viktig del i att vara sjuksköterska men även att använda sig själv terapeutiskt. Hur man ska planera omvårdnaden beskrivs på ett sätt som är ganska likt omvårdnadsprocessen.